# José Pedro Viegas Barros
José Pedro Viegas Barros (nacido en 1957 en Argentina) es un lingüista y filólogo argentino especialista en las lenguas indígenas de Argentina y Sudamérica. Actualmente es Investigador Adjunto del CONICET. También trabaja en el Instituto de Lingüística de la Universidad de Buenos Aires.
Sus artículos sobre lingüística diacrónica y descriptiva de las lenguas indígenas de Argentina y Sudamérica son numerosos y, en muchos casos, fundamentales para el conocimiento del patrimonio lingüístico de esta región. De su obra, destacan los libros La lengua chaná: Patrimonio cultural de Entre Ríos (2013) y Proto-Guaicurú: Una reconstrucción fonológica, léxica y morfológica (2013).

## Obras seleccionadas

### Libros
- La Lengua Chaná: Patrimonio Cultural de Entre Ríos. 2013. ISBN 978-950-686-039-4. OCLC 913963364. (en coautoría con Blas Jaime)
- Proto-Guaicurú: Una reconstrucción fonológica, léxica y morfológica (2013)

### Artículos
- "La hipótesis de parentesco Guaicurú-Mataguayo: estado actual de la cuestión"
- "Un texto ritual en chaná"
- "Algunas semejanzas gramaticales macro-guaicurú-macro-je"
- Viegas Barros, J. P. (2001). «Evidencias del parentesco de las lenguas lule y vilela». Colección Folklore y Antropología, 4. Santa Fe: Subsecretaría de Cultura, Dirección Provincial de Gestión Cultural. pp. 15-21. ISBN.
- Viegas-Barros, José Pedro (1990). «Dialectología qawasqar.». Amerindia, 15. Archivado desde el original el 19 de noviembre de 2006. Consultado el 12 ago. 2007.
- Viegas Barros, J. Pedro (2007): «Una propuesta de fonetización y fonemización tentativas de las hablas huarpes». Buenos Aires (Argentina): Universidad de Buenos Aires, 2007.
- Viegas-Barros, José Pedro (1992). «La familia lingüística tehuelche». Revista Patagónica (54): 39-46. Consultado el 18 de agosto de 2016.
- Viegas Barros, Pedro. 2002. Fonología del Proto-Mataguayo: Las fricativas dorsales. Mily Crevels, Simon van de Kerke, Sérgio Meira & Hein van der Voort (eds.), Current Studies on South American Languages [Indigenous Languages of Latin America, 3], p. 137-148. Leiden: Research School of Asian, African, and Amerindian Studies (CNWS).
- Viegas Barros, J. Pedro (2006). Proto-Lule-Vilela: Una Reconstrucción Fonológica Preliminar. Comisión “Lenguas Chaqueñas” del 52 Congreso Internacional de Americanistas. Sevilla (España): Universidad de Sevilla. 17-21 de julio de 2006.

### Manuscritos
- Viegas Barros, José Pedro. 2004. Guaicurú no, macro-Guaicurú sí: Una hipótesis sobre la clasificación de la lengua Guachí (Mato Grosso do Sul, Brasil). Ms. 34pp.